# Amt Niedersfeld
Das Amt Niedersfeld war eines der Ämter, die in Preußen im 19. Jahrhundert im Zusammenhang mit kommunalen Reformen eingerichtet wurden. Das Amt entstand 1843 im Kreis Brilon aus der Bürgermeisterei Niedersfeld und bestand bis zum Jahr 1974. Zum Jahresanfang 1975 wurde es vollständig in die vergrößerte Stadt Winterberg überführt.

## Geschichte
Als die Stadt Winterberg 1837 aus dem Bürgermeistereiverbund Winterberg ausschied, bildeten die übriggebliebenen Gemeinden die Bürgermeisterei Niedersfeld. Ihren Namen erhielt sie von der größten Gemeinde.
Im Rahmen der Einführung der Landgemeindeordnung für die Provinz Westfalen wurde 1844 aus der Bürgermeisterei Niedersfeld das Amt Niedersfeld gebildet. Das Amt hatte seinen Sitz in Winterberg, denn der Bürgermeister von Winterberg war bis 1960 gleichzeitig Hauptgemeindebeamter des Amtes Niedersfeld. Sein Archiv ging als „Bestand D“ im Winterberger Stadtarchiv auf. 
Das Amt umfasste die Gemeinden Altastenberg, Elkeringhausen, Grönebach, Hildfeld, Niedersfeld und Silbach. Es bestand aus vier räumlich durch die Stadt Winterberg voneinander getrennten Gebieten. 
Im Jahr 1864 hatte es 2370 Einwohner. Bis 1939 war diese Zahl auf 2715 gestiegen. Durch die Flüchtlingsbewegungen aus den früheren deutschen Ostgebieten nach 1945 wuchs die Zahl bis 1950 auf 3847. Elf Jahre später (1961) war die Einwohnerzahl wieder bis auf 3369 gesunken. Fünf Jahre später hatte das Amt Niedersfeld im Jahr 1966 bei einer Fläche von 41,4 km² wieder eine Einwohnerzahl von 3810 Menschen. 1961 arbeiteten hier 1727 Erwerbspersonen, von denen 29 Prozent in Land- und Forstwirtschaft, 42,5 Prozent im produzierenden Gewerbe und der Rest in sonstigen Berufen beschäftigt war. 1961 bekannten sich 3103 Personen als Katholiken und 240 als evangelische Christen.
Das Amt bestand bis zum Ende des Jahres 1974 und wurde zum Jahresanfang 1975 zusammen mit dem Kreis Brilon durch das Sauerland/Paderborn-Gesetz aufgelöst. Seine Gemeinden wurden in die vergrößerte Stadt Winterberg überführt, die zum neuen Hochsauerlandkreis kam.